# Лесная База
Лесная База — деревня в  Черлакском районе Омской области России. Входит в состав Краснооктябрьского сельского поселения. Население 95 чел. (2010) .

## История
В соответствии с Законом Омской области от 30 июля 2004 года № 548-ОЗ «О границах и статусе муниципальных образований Омской области» деревня вошла в состав образованного муниципального образования «Краснооктябрьское сельское поселение». 

## География
Лесная База находится  на  юге-востоке  региона,   в пределах  Курумбельской степи, являющейся частью Чебаклы-Суминской впадины. 
Абсолютная высота — 111 м. над уровнем моря.

## Население
| 2010 |
| ---- |
| 95   |

Гендерный состав
По данным Всероссийской переписи населения 2010 года в гендерной структуре населения из 95 человек мужчин — 41, женщин — 54	(43,2 и 56,8 % соответственно)
Национальный состав
Согласно результатам переписи 2002 года, в национальной структуре населения русские составляли  70 % от общей численности населения в 115 чел. .

## Инфраструктура
Лесное хозяйство. Личное подсобное хозяйство. 

## Транспорт
Автодорога «Подъезд к деревне Лесная База» (идентификационный номер 52 ОП МЗ Н-576) длиной 4, 20 км..
Остановка общественного транспорта.